# The Golden Filter
The Golden Filter er en electronica/pop-duo fra USA.